# Midden-Delfland
Midden-Delfland (anhörenⓘ) ist eine Gemeinde der niederländischen Provinz Südholland und zählte am 1. Januar 2025 laut Angabe des CBS 19.422 Einwohner. Ihre Gesamtfläche beträgt 49,38 km². Sie entstand am 1. Januar 2004 durch den Zusammenschluss der beiden bis dahin selbstständigen Gemeinden Maasland und Schipluiden.

## Orte
Zu dieser Gemeinde gehören die Dörfer:
- Schipluiden, wo sich der Sitz der Gemeindeverwaltung befindet;
- Maasland, am Kanal Gaag;
- Den Hoorn bei Delft (nicht zu verwechseln mit dem Dorf gleichen Namens auf der Wattenmeerinsel Texel).

## Lage und Wirtschaft
Die Gemeinde liegt östlich der Gemeinde Westland, nördlich von Maassluis und Vlaardingen und südwestlich von Delft.
Unmittelbar östlich von Schipluiden befindet sich eine Anschlussstelle an die A4. In Delft ist der nächstgelegene Bahnhof zu finden.
Die Wirtschaft stützt sich vor allem – wie überall im Landstrich Westland – auf den Gartenbau (Gewächshäuser). Maasland hat auch etwas Industrie, und es gibt in der Osthälfte des Ortsgebietes etwas Viehzucht. Schipluiden hat eine große Blumen- und Gemüseversteigerung.

## Politik

### Sitzverteilung im Gemeinderat
Seit der Gemeindegründung wird der Rat von Midden-Delfland wie folgt gebildet:
| Partei                        | Sitze | Sitze | Sitze | Sitze | Sitze | Sitze |
| Partei                        | 2003  | 2006  | 2010  | 2014  | 2018  | 2022  |
| ----------------------------- | ----- | ----- | ----- | ----- | ----- | ----- |
| Mijn Partij                   | –     | 2     | 3     | 4     | 3     | 4     |
| CDA                           | 7     | 7     | 5     | 5     | 4     | 4     |
| Open Groen Progressief        | 6     | 5     | 4     | 4     | 4     | 3     |
| VVD                           | 4     | 3     | 3     | 3     | 3     | 3     |
| D66                           | –     | –     | –     | –     | 1     | 2     |
| ChristenUnie                  | –     | –     | –     | –     | 1     | 1     |
| PvdA                          | –     | –     | 2     | 1     | 1     | 0     |
| Partij voor Europese Politiek | –     | –     | 0     | –     | –     | –     |
| Gesamt                        | 17    | 17    | 17    | 17    | 17    | 17    |

### Bürgermeister
Seit dem 18. Dezember 2023 ist Fenna Noordermeer (parteilos) amtierende Bürgermeisterin der Gemeinde. Zu seinem Kollegium zählen die Beigeordneten Hans Horlings (CDA), Wendy Renzen-van Leeuwen (VVD), Sonja Smit (Open Groen Progressief) sowie der Gemeindesekretär Martien Born.

### Partnergemeinde
- Frenštát pod Radhoštěm, Tschechien

## Geschichte
In Schipluiden wurden 2003 von Archäologen Reste einer sehr alten Siedlung gefunden. Diese hat etwa 300 Jahre lang existiert. Möglicherweise haben hier um 3600–3300 v. Chr. die ersten sesshaften Menschen Hollands gelebt. Die wissenschaftlich bedeutende Grabung hat, wie aus Berichten der Universität Leiden hervorgeht, zu veränderten Ansichten zum Übergang während der Jungsteinzeit von Jägern/Sammlern zu Bauern geführt. Die Siedler bauten unter anderem Emmer (Triticum diococcum) an. Durch den Anstieg des Wasserpegels und Überschwemmungen mussten die Bewohner schließlich die Gegend verlassen. Siehe Wohnplatz von Schipluiden
Den Hoorn, das früher „Dijkshoorn“ hieß, wurde im 13. Jahrhundert erstmals urkundlich erwähnt. Es entwickelt sich zu einem Vorort vom nur drei Kilometer entfernten Delft.
Maasland ist ein schon im Frühmittelalter bezeugtes Dorf. Ursprünglich gehörte Maassluis, das im Mittelalter „Maaslandsluis“ hieß, dazu. Die Dorfkirche liegt auf einer Warft, auf der eine hölzerne Burg entstand, die den Franken und später den Holländern, deren Graf Dietrich II. es 985 von König Otto III. erwarb, als Stützpunkt diente. Später geriet Maasland vorübergehend in den Besitz des Deutschen Ordens, der dort eine Ballei hatte.
Maasland selbst blieb immer ein mehr oder weniger wohlhabendes Bauerndorf.

## Sehenswürdigkeiten
- Museumsladen „De Schilpen“ in Schipluiden
- Der Ortskern von Maasland
- Das Naturgebiet Vlietlanden (ein Feuchtgebiet mit seltenen Vögeln und Pflanzen, u. a. Orchideen, sehr beschränkt zugänglich)
- Einige alte Mühlen und Bauernhöfe, die man auf einer Radtour, z. B. von der Stadt Delft aus, sehen kann.

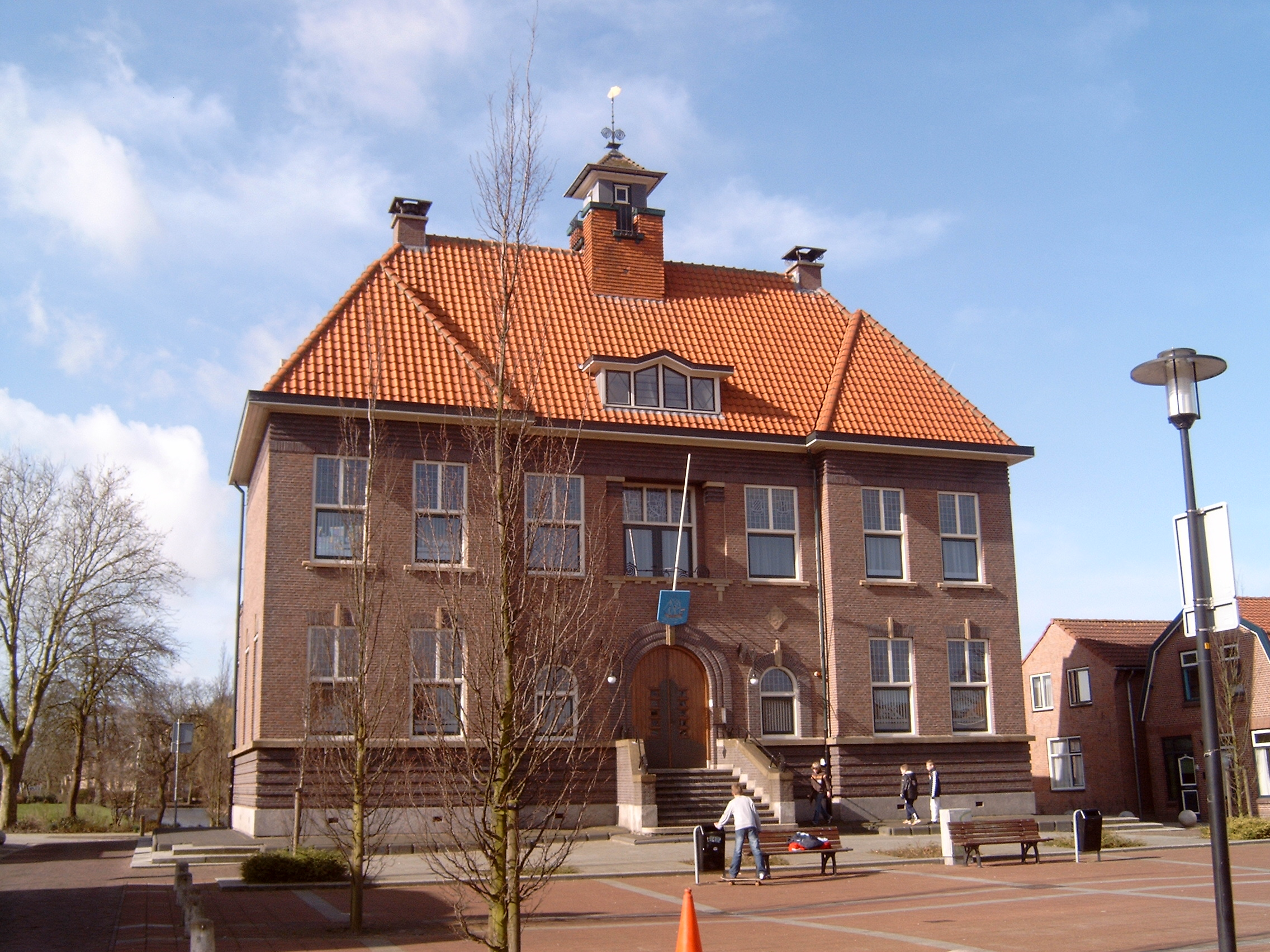
Schipluiden, Rathaus
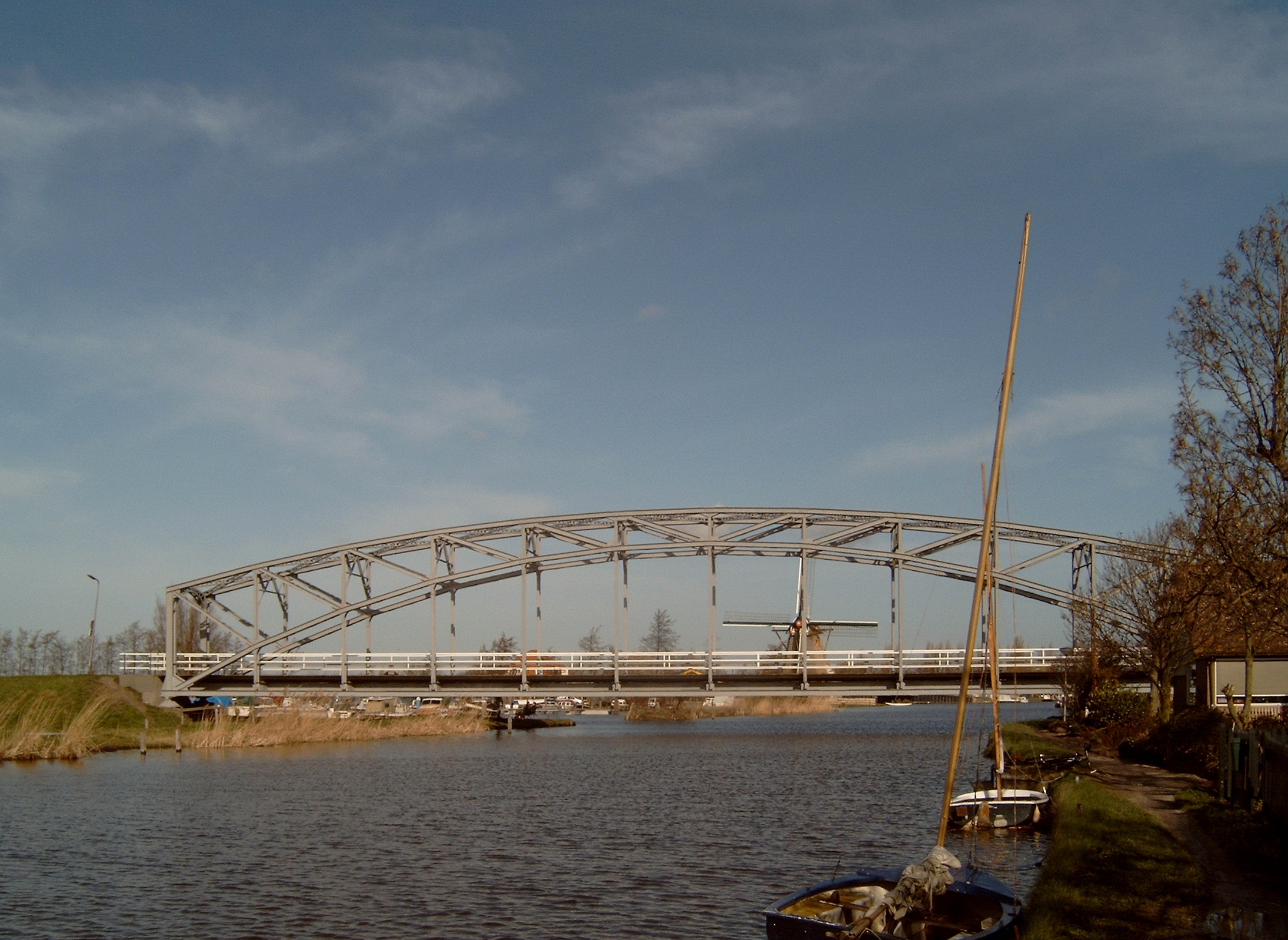
Schipluiden, Brücke: Trambrug
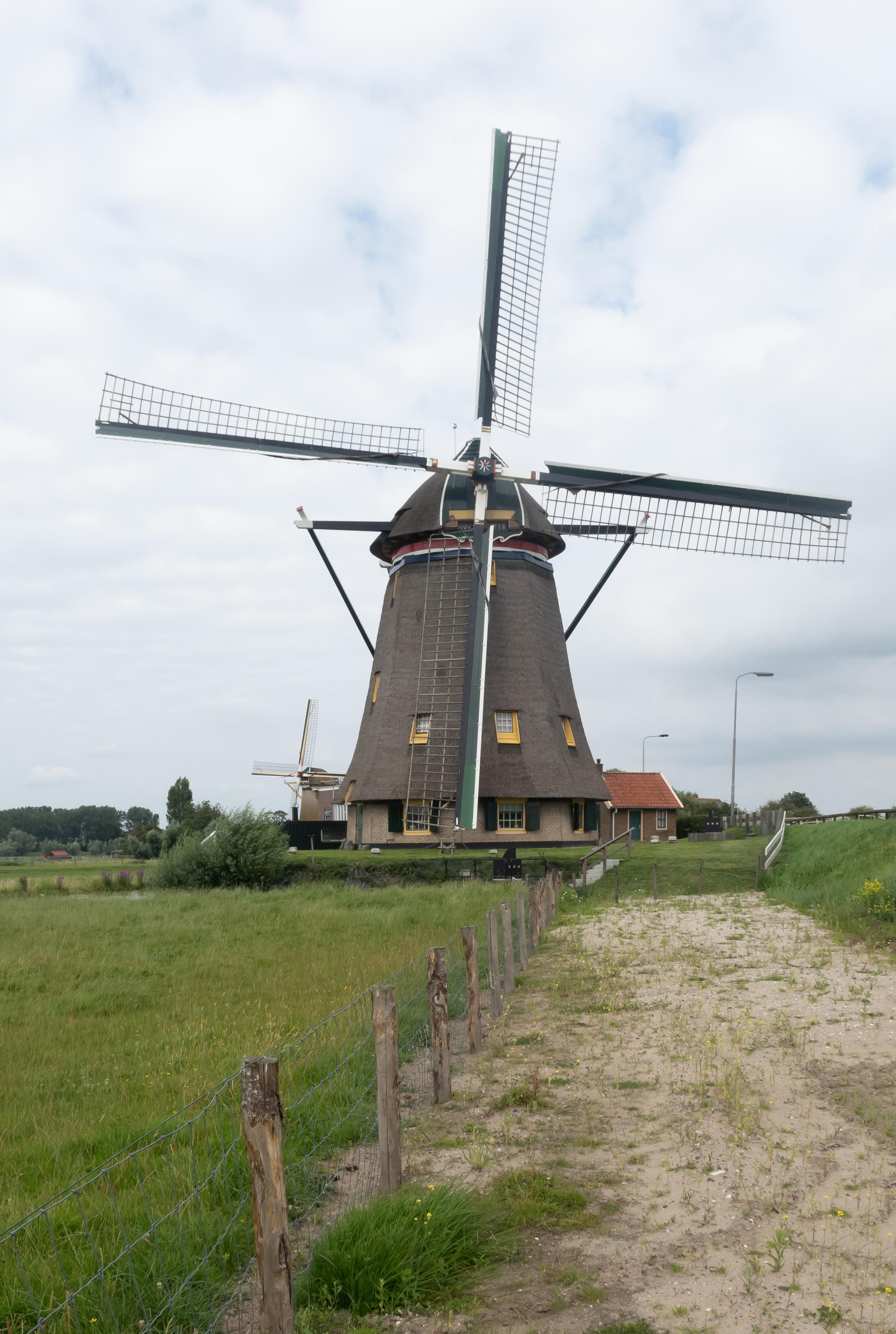
Maasland, Mühle: Dijkmolen
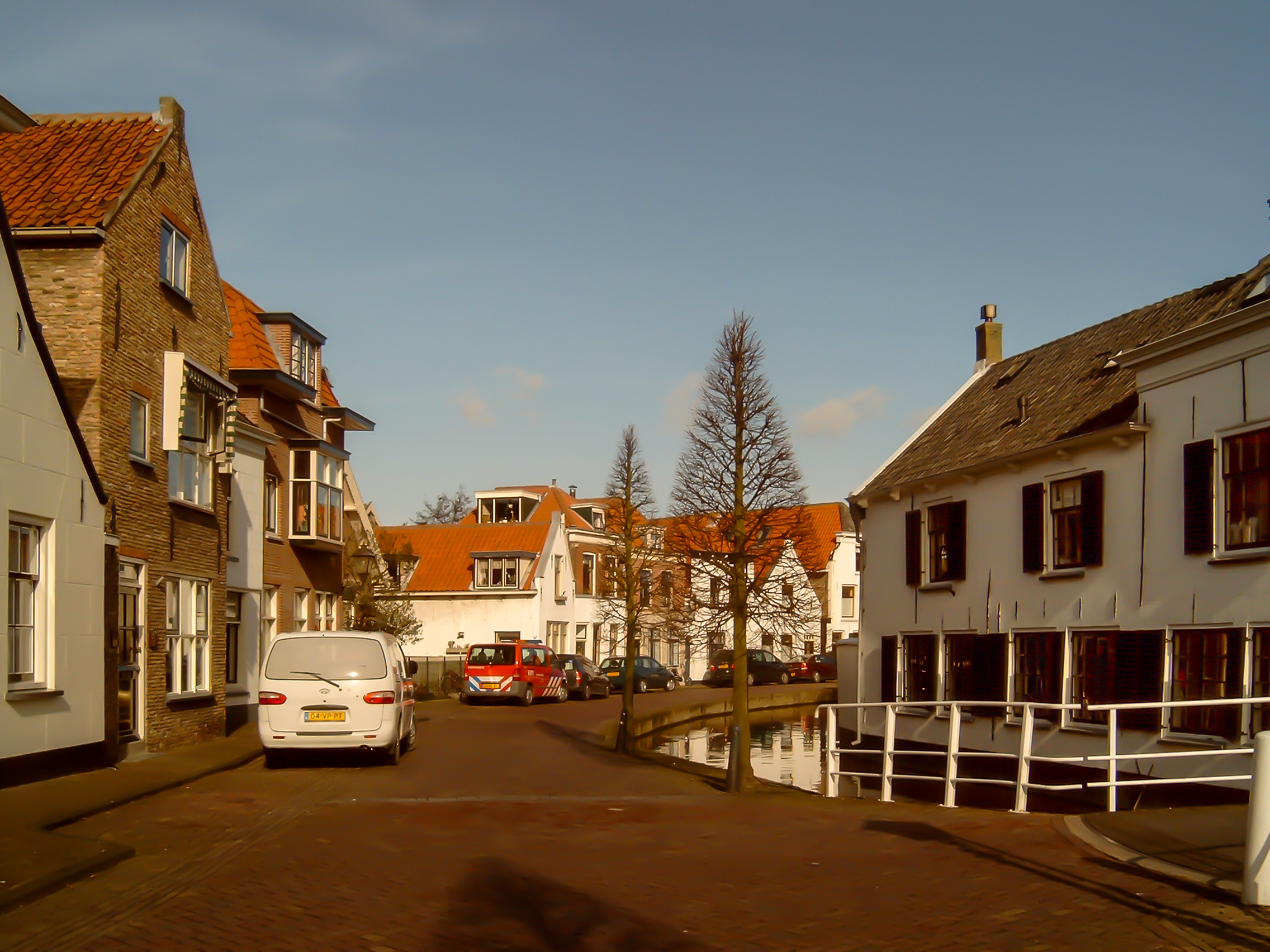
Maasland, Straße im Zentrum
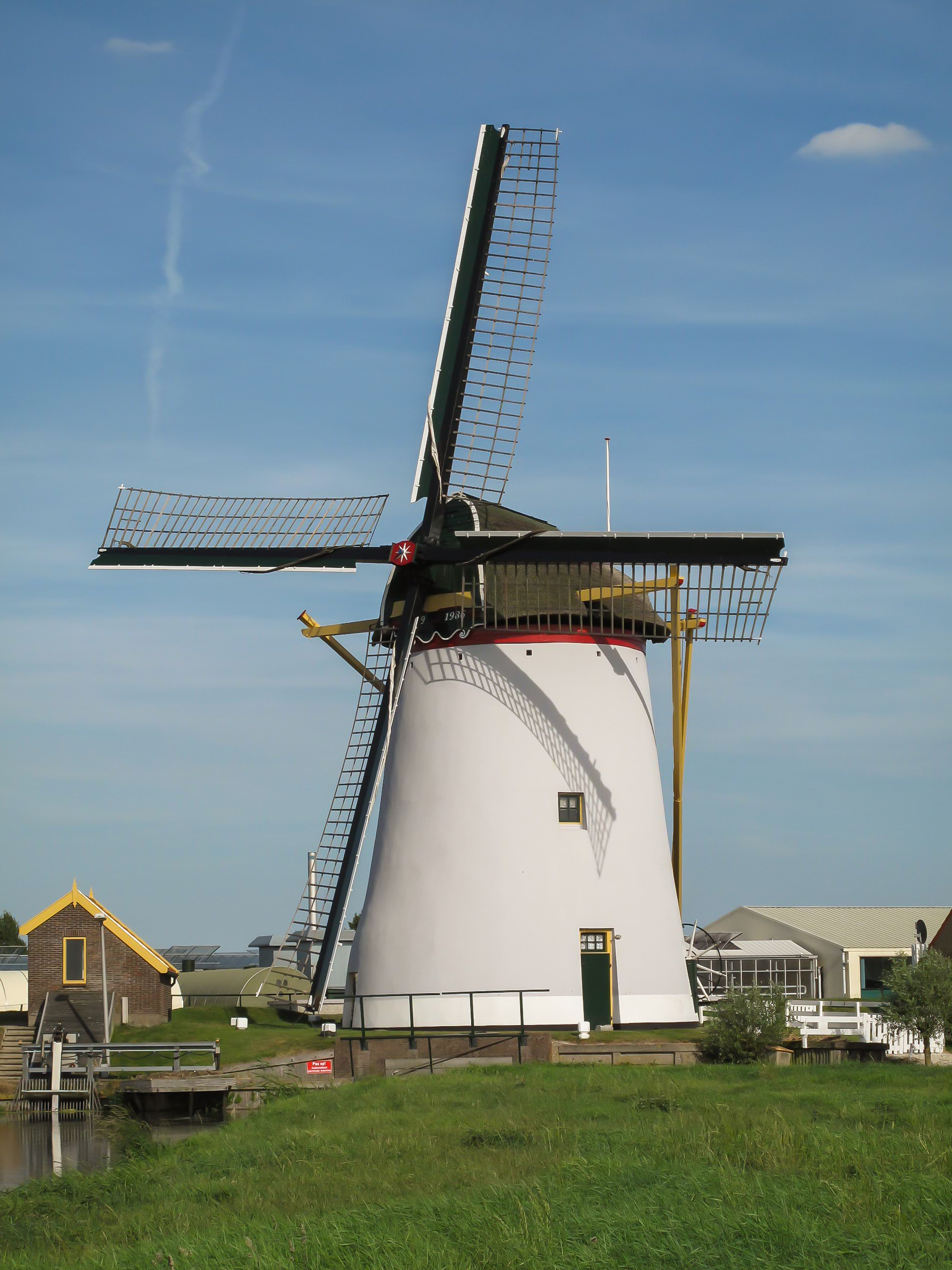
bij 't Woudt, Mühle: roeneveldse molen
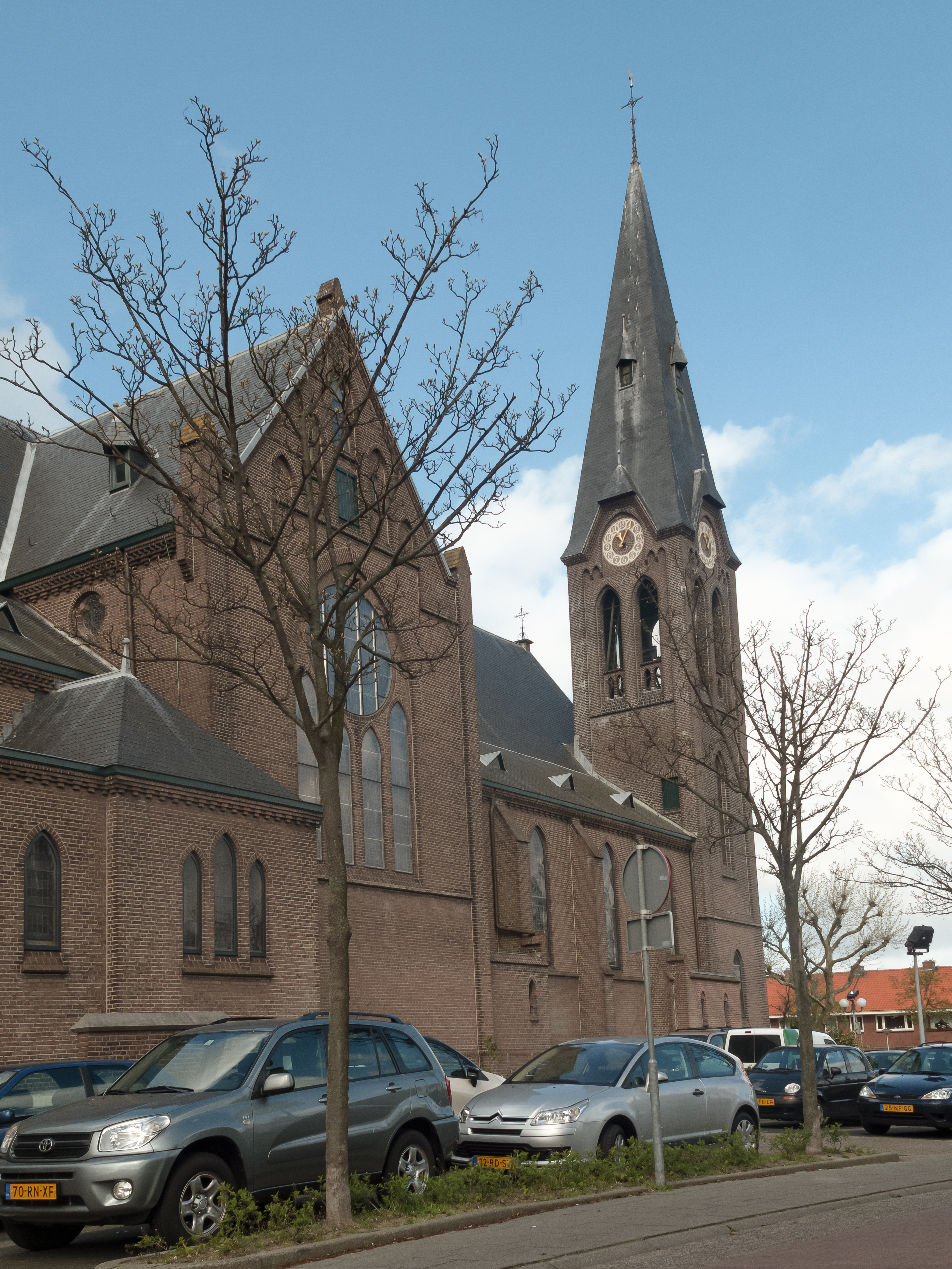
Den Hoorn, Kirche: Sint Antonius-en Corneliuskerk
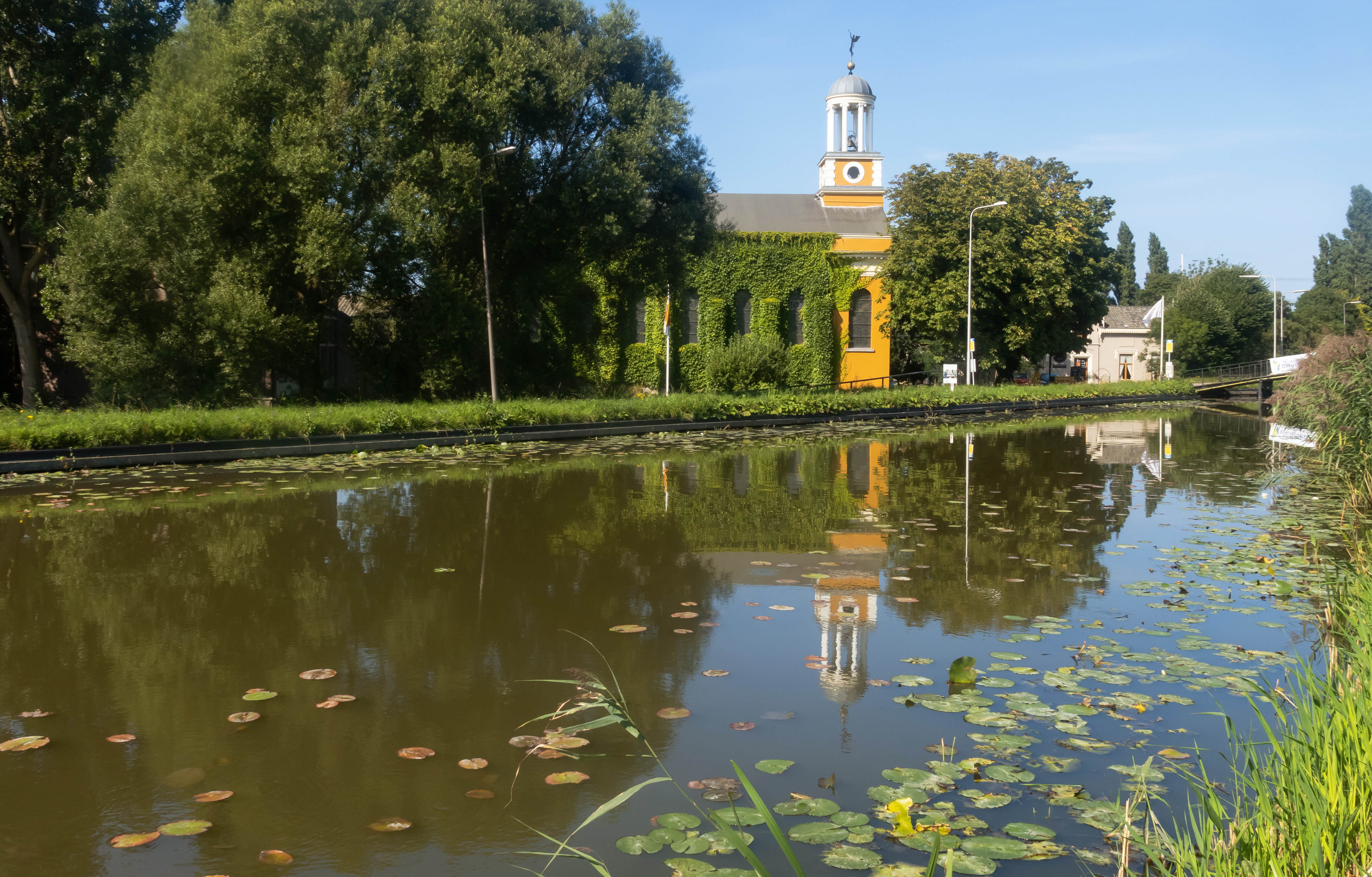
Hodenpijl, frühere Kirche
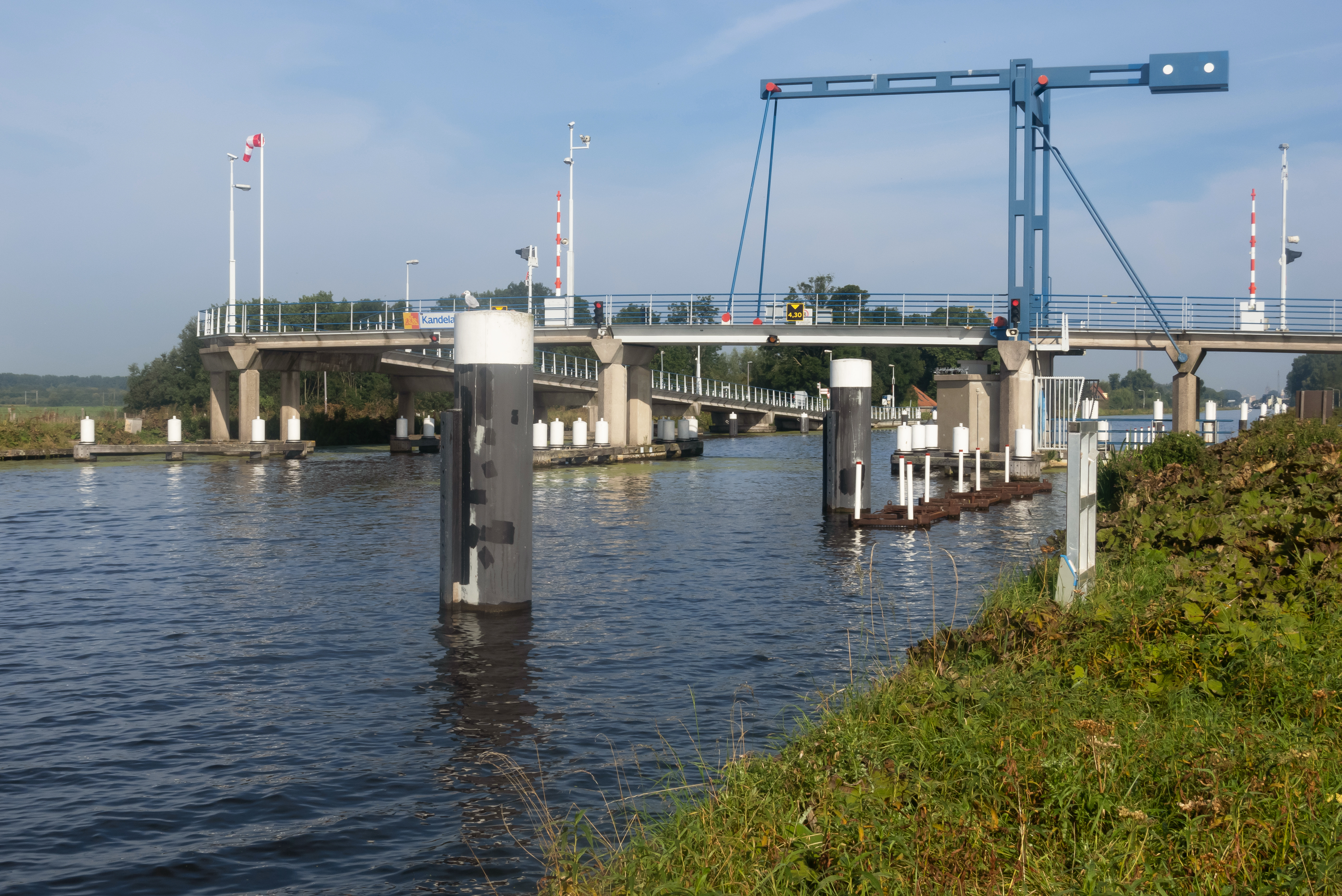
De Zweth, Brücke: Kandelaarsbrug

## Persönlichkeiten
- Agnes van Ardenne (* 21. Januar 1950 in Maasland), niederländische Politikerin (CDA)